# Star Wars: L'ascens de Skywalker
Star Wars: L'ascens de Skywalker (títol original: Star Wars: The Rise of Skywalker) és una pel·lícula estatunidenca de ciència-ficció produïda, coescrita i dirigida per J.J. Abrams. Serà la darrera pel·lícula de la saga Skywalker de La guerra de les galàxies. Aquesta pel·lícula va ser estrenada en cinemes el 20 de desembre del 2019 doblada al català.
A mitjan 2015 es va anunciar que Colin Trevorrow dirigiria la pel·lícula, però va plegar del projecte el 2017 a causa de diferències creatives; i fou reemplaçat per Abrams. L'any 2017 Disney anuncià que pensava estrenar-la el maig del 2019, encara que totes les anteriors havien sigut estrenades a finals d'any.
El rodatge començà a l'agost de 2018 i comptà amb el repartiment de l'episodi anterior, a més de Billy Dee Williams en el paper de Lando Calrissian, el qual no havia tornat d'El retorn del jedi ençà. El personatge de Leia Organa, interpretat per Carrie Fisher, morta el 2017, també apareixerà amb metratge inèdit d'arxiu
gravat per a Star Wars episodi VII: El despertar de la força.
L'equip acabà de rodar el 15 de febrer del 2019, segons anuncià el director a Twitter. El 12 d'abril es va revelar el títol de la pel·lícula.
L'estrena mundial tingué lloc dilluns 16 de desembre a Los Angeles: els crítics cinematogràfics, encara que tenien prohibit publicar llurs ressenyes abans de les 12.01 de dimecres 18, escrigueren algunes impressions positives en les xàrcies socials.

## Argument
Un any després del fet del vuitè episodi, el Líder Suprem Kylo Ren obté un localitzador Sith i viatja fins al planeta Exegol. Descobreix un Palpatine físicament incapacitat, que revela que va crear Snoke com a titella per controlar el Primer Orde. Palpatine presenta una armada secreta de Destructors Estel·lars a partir dels quals vol crear un nou Imperi Galàctic. Palpatine demana a Kylo que trobi na Rey, que segueix el seu entrenament Jedi amb la General Leia com a mentora.
Mentrestant, en Finn, Poe, i Chewbacca descobreixen la informació que ha après Kylo gràcies a un espia infiltrat al Primer Orde. Són emboscats i perseguits per caces TIE, però s'escapen i tornen a la base de la Resistència. Després de saber sobre el retorn de Palpatine, Rey descobreix notes sobre un artefacte Sith als textos Jedi que Luke Skywalker havia deixat. Rey, Poe, Finn, Chewbacca, BB-8, i C-3PO marxen cap all planeta desèrtic de Passanna per buscar un conegut de Luke, mentre que R2-D2 es queda amb la general Leia.
A Passanna, es troben amb Lando Calrissian, que explica que ell i Luke havien seguit l'artefacte fins a la seva última posició coneguda al desert. Kylo descobreix on és Rey a través del seu enllaç a través de la Força, i es desplaça fins al planeta amb els Cavallers de Ren. Rey i la resta descobreixen les restes d'un assassí Sith, la seva nau i una daga amb una inscripció Sith, que la programació de C-3PO no li permet interpretar. Notant que Kylo és a prop, Rey se'n va per enfrontar-s'hi. El Primer Orde captura el Falcó Mil·lenari, Chewbacca i la daga; Rey, que prova de salvar Chewbacca, accidentalment destrueix un transport del Primer Orde amb un llamp. El grup s'escapa amb la nau de l'assassí, suposant que Chewbacca mor en l'explosió.
Poe suggereix d'anar a Kijimi per extreure la inscripció de la memòria de C-3PO. La daga revela les coordenades a un dispositiu localitzdor d'Endor que porta al lloc on es troba Palpatine. Rey sent que Chewbacca és viu, i el grup organitza una missió de rescat. Mentre Kylo busca Rey, el grup s'infiltra al seu Destructor Estel·lar amb l'ajut de Zorri Bliss, una vella amiga de Poe. Kylo inicia un enllaç a través de la Força amb Rey, i li explica que és la neta de Palpatine, que havia ordenat la seva mort quan era una criatura, tement el seu poder. Rey recupera la daga, i en una visió observa com l'assassí l'empra per matar els seus pares. El general Hux descobreix el grup, i després de revelar que era ell l'espia, els permet escapar amb el Falcó Mil·lenari, malgrat ser executat per traïció.
El grup segueix les coordenades fins a Endor. Coneixen una òrfena, Jannah, que els porta fins a les ruïnes de l'Estrella de la Mort. Rey troba el dispositiu localitzador; en tocar-lo, es veu a si mateixa com a Sith. Kylo, que havia seguit el grup fins al planeta, destrueix l'aparell i s'enfronta amb Rey. Una Leia moribunda crida Kylo a través de la Força, però Rey l'apunyala. Notant la mort de Leia, Rey cura Kylo i li pren la nau. S'exilia a Ahch-To, impactada pel seu llinatge Sith. L'esperit de Luke Skywalker apareix i encoratja Rey perquè lluiti contra Palpatine de la mateixa manera com ell es va enfrontar amb Darth Vader. Li dona el sabre làser de Leia, i aixeca el seu X-wing vell de les profunditats del mar a prop de l'illa. Rey marxa cap a Exegol, utilitzant el dispositiu de Kylo, mentre aquest té una visió del seu pare on conversen. Kylo es redimeix i llença el seu sabre làser, i recupera la seva identitat com a Ben Solo.
Rey arriva a Exegol i transmet la seva localització a la Resistència. S'encara amb Palpatine, que és envoltat per Sith lleials. Demana que Rey el mati com a sacrifici, i així ella esdevindrà una Sith. La Resistència inicia un enfrontament amb la flota de Palpatine. Ben arriva per ajudar Rey, superant els Cavallers de Ren. Palpatine empra la Força per absorbir l'essència vital de Rey i Ben, i aconsegueix així rejovenir. Incapacita Ben i ataca la flota de la Resistència llançant llamps amb la Força. Una Rey afeblida sent les veus de Jedi passats, incloent-hi Anakin Skywalker, Obi-Wan Kenobi, i Yoda. Donen suport a Rey, que és atacada per Palpatine amb llamps. Rey els desvia amb els sabres làser de Luke i Leia, matant Palpatine, però mor a causa de l'energia utilitzada. Ben la ressuscita utilitzant la Força, es besen, i Solo esdevé un amb la Força. La Resistència, amb el suport de reforços, destrueix la flota de Palpatine.
Mentre la galàxia ho celebra, Rey visita la llar on Luke va créixer a Tatooine. Enterra els sabres làser dels Skywalker després que ella hagi construït el seu. Una local li demana el nom, i respon amb Rey Skywalker. Els esperits de Luke i Leia apareixen mentre els dos sols es ponen.